# Phil Taylor (calciatore)
Philip Henry Taylor, detto Phil (Bristol, 18 settembre 1917 – Bedfordshire, 1º dicembre 2012), è stato un calciatore e allenatore di calcio inglese, di ruolo centrocampista.

## Carriera

### Club
Taylor ha debuttato tra i professionisti come calciatore nei Bristol Rovers, club della sua città natale, con la quale totalizzò 21 presenze e due reti in una stagione. Nel marzo del 1936 viene ufficialmente acquistato dal Liverpool allora allenato da George Patterson per una somma di circa 5000 £. In cambio, il Bristol Rovers ottenne il cartellino dell'attaccante Billy Hartill. Ha debuttato con i Reds il 28 marzo seguente al Baseball Ground in una gara conclusasi per 2-2 contro il Derby County, gara pareggiata proprio da Taylor nei minuti finali della gara.
Taylor è stato una figura fondamentale nella squadra che riuscì a vincere il campionato di First Division nella stagione 1946-1947, collezionando 35 presenze e segnando una rete.
È divenuto capitano della squadra nella stagione 1949-1950, guidandola nella finale di FA Cup il 29 aprile 1950 contro l'Arsenal; la gara si concluderà per 2-0 a favore dei Gunners. Lascerà il calcio giocato nel 1954 dopo aver totalizzato con il Liverpool 345 presenze (delle quali 312 in campionato).

### Nazionale
Ha debuttato per la Nazionale inglese il 18 ottobre 1947 in una gara del Torneo Interbritannico vinta per 3-0 contro il Galles.

### Allenatore
Dopo il suo ritiro, è entrato a far parte dello staff tecnico della squadra come vice allenatore. Divenne ufficialmente il nuovo tecnico dei Reds nel 1956 dopo l'esonero di Don Welsh a causa della mancata promozione in First Divisione nella stagione 1959-1960. 
Taylor così prese le redini della squadra con l'obiettivo di riportarla immediatamente in prima divisione, acquistando giocatori di livello come Alan A'Court, Tommy Younger e Ronnie Moran.
Tuttavia, il tecnico non riuscì a raggiungere l'obiettivo prefissato ad inizio stagione e si dimetterà nel 1959. In delle sue dichiarazioni, ha affermato: «Non importa quanto sia stata grande la delusione dei direttori per la nostra mancata promozione. Ci ho messo tutto il cuore ed ho lottato per raggiungere il mio obiettivo con tutta la mia energia. Tale sforzo non è risultato sufficiente e ora è giunto il momento di passare a qualcun altro per vedere se possono fare di meglio».

## Dopo il ritiro
Nel 2008, Taylor divenne l'ex giocatore della nazionale inglese più anziano rimasto ancora in vita, e anche uno degli ultimi giocatori rimasti in vita dopo la seconda guerra mondiale. È deceduto il 1º dicembre 2012 all'età di 95 anni.

## Palmarès

### Giocatore

#### Competizioni nazionali
- Campionato inglese: 1

Liverpool: 1946-1947